# 有明海
有明海（ありあけかい）は、九州北西部にある海域。狭義では島原湾のうち北部の浅い水域を指し、広義では天草灘と通じる早崎瀬戸や天草諸島に至るまでの島原湾全体を指す（後述）。

## 地理

### 範囲

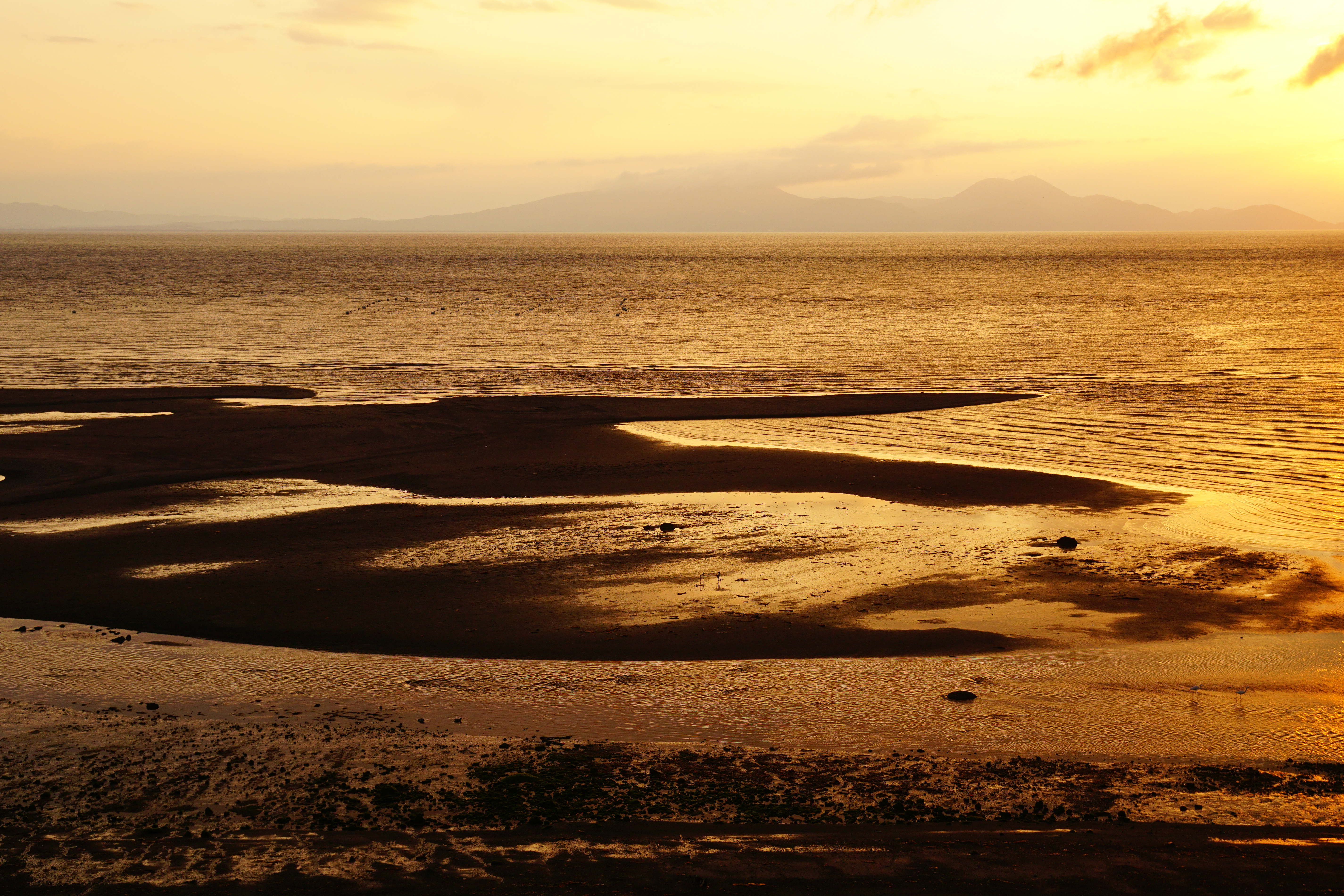
島原港近くの干潟

広義での有明海の面積は約1700平方キロメートル。九州最大の湾であり、福岡県、佐賀県、長崎県、熊本県にまたがり、南東は八代海とつながっている。閉鎖性海域であり、潮の干満の大きさ、流入河川の多さ、塩分濃度の変化、濁った海域、日本最大の干潟、独自の生物相などを特徴とする。
慣用では天草下島と島原半島の間の早崎瀬戸に至るまでの内湾をいう。宇土半島と天草諸島を挟んで南に位置する八代海とは本渡瀬戸、柳ノ瀬戸、三角ノ瀬戸の三つの海峡で接続し、また早崎瀬戸から天草灘に出る。
有明海とは別に「島原湾」という呼称も用いられるが、有明海と島原湾を別の海域に分ける場合もあり、さまざまな用方があって範囲が異なる。
- 国土地理院
国土地理院の地図では熊本県の長洲と長崎県の多比良を結ぶ線より北の海域を湾奥部・湾中部・湾口部の三つに分け、全部併せた「有明海」としている[2]。
- 環境省
環境省の資料では「島原湾」を九州西部の内湾とし、「有明海」はその湾奥にある浅水域としている[1]。これによると「熊本県宇土郡三角町と天草郡大矢野町を結ぶ天門橋、同町と天草郡松島町を結ぶ大矢野橋、同町中の橋、前島橋、松島橋、本渡市瀬戸大橋、天草郡五和町シラタケ鼻と長崎県南高来郡口之津町瀬詰埼を結ぶ線及び陸岸により囲まれた海域」を「島原湾」としている[注釈 1][1]。
- 農林水産省
農林水産省の資料では早崎瀬戸までの海域すべてを「有明海」としている[3]（慣用と同じ）。これと異なり、長洲町と島原市有明町を結ぶ線より北側を「有明海」、南側を「島原湾」と区別する場合もある[3]。
- 海上保安庁
海上保安庁の海図には「有明海」はなく「島原湾」または「海湾」としている[2]。論文にも本来は早崎瀬戸から湾奥の住之江まで島原湾とするものがある[4]。なお、論文には島原湾のうち三池港から奥の海域を狭義の有明海とするものがある[4]。

### 海域の特徴
以下の記述では早崎瀬戸までの海域すべてを「有明海」に含める。
この海域の面積は約1,700km2である。これは東京湾（1,380km2）や鹿児島湾（1,040km2）より大きく、陸奥湾（1,668km2）とほぼ同じ大きさである。最深点は164.6mである。有明海は東側の沿岸に河口を有する河川が多い。流入河川は九州最大の川である筑後川をはじめ、本明川、鹿島川、塩田川、六角川、嘉瀬川、矢部川、諏訪川、菊池川、白川、緑川などがある。有明海の面積が約1,700km2（潮受堤防内を含む）であるのに対し、流入河川の流域面積は合計で約8,300km2と大きく、特に筑後川の流域面積は約2,860km2と有明海に流入する河川の流域面積の約3分の1を占める。
有明海は水域面積に比べて湾口が狭く、日本で最も潮差の大きい海域の一つで、その潮差は湾口部から湾奥部に向かって大きくなる。大潮の潮差の年平均値を比較すると、湾口部の口之津で3.4m、湾央の熊本県三角で4.0m、湾奥の大浦（佐賀県太良町）で4.9mとなる。特に有明海で潮差が大きくなるのは、外海の潮汐波が有明海に入るとき、湾の地形条件で定まる固有振動周期と潮汐波の半日周期が近く、湾内で共振が発生するためと考えられている。

## 名称
「有明」は、「夜が明ける時に月明かりが残る」「明かりがある」という意味で、明治時代に初めて出てきている。
近世まではこの海域の統一的・固定的な名称はなく、各地別の名で呼ばれていたと考えられている。海洋民的風土の地域においては、筑紫国の地先で「筑紫海」「筑紫潟」、佐賀県や長崎県の地先で「有明沖」などと呼ばれ、また現在の福岡県柳川市、佐賀県の佐賀市や鹿島市辺りの武家の城地では「前海」と呼ばれていた。1701年（元禄5年）のエンゲルベルト・ケンペルによる『江戸参府旅行日記』には「有馬湾」という名が記されている。
近代になり明治中頃には北部の海域を「筑紫海」、南部の海域を「島原海湾」と呼ぶようになったが固定的ではなかった。
- 1901年（明治34年）『大日本地名辞書』では「筑紫海」と記載[6]。
- 1906年（明治39年）『佐賀県案内』付図では「有明海」と記載[6]。
- 1912年（明治45年）『帝国地名辞典』では「筑紫潟」と記載[6]。

1951年（昭和26年）の五万分の一地形図「長洲」で北部が「有明（筑紫）海」、南部が「島原海湾」とされ、それ以降「有明海」や「島原湾」が用いられるようになった。

## 自然環境

### 干潟
1994年（平成6年）の環境庁調査によると有明海の干潟面積は20,712haで、日本の干潟面積の40.3％に相当する。
東京湾や瀬戸内海と比較すれば大規模な開発は少なく、有明海域の干潟は比較的残されている。しかしながら、これまでに海域の干潟の5分の1から6分の1程度が消失したと推定される。
有明海の広大な干潟の発達は、全体に水深が浅く湾口が狭いこと、潮汐の干満差が大きいこと、筑後川などからの大量の土砂が流入する一方で閉鎖性が強い海域であるため湾外に土砂が流出しにくいことによるものである。

### 底質
有明海の底質をみると、湾口が狭く潮位差が大きい環境のため独特の堆積環境がみられる。有明海の湾奥西部と湾中央部東側には顕著な泥質堆積物がみられる。また、湾奥東部には筑後川のデルタ性頂置層堆積物がみられる。一方で湾口の早崎瀬戸付近ではほぼ無堆積となっている。
水深が浅く潮位差が大きいため、閉鎖性海域でありながら海水の上下の攪拌が強く、海底に堆積した浮泥はすぐに潮に巻き上げられまた堆積することを繰り返す。これにより底層の貧酸素化が防がれ、底層の栄養塩も攪拌され表層に供給されていて、生物にとって高い生産性をもつ要因となっている。

### 海象
有明海の潮流は、平均大潮時の最強流速で早崎瀬戸（湾口部）で6.6ノット（3.3m/s）、湾央で1から1.5ノット（0.5-0.8m/s）であり、ほぼ半日周期で逆向きとなる。潮流の恒流（平均流）は、湾奥から湾央にかけては反時計回りの傾向、それ以南の海域では湾口に向かう傾向がみられる。
平均潮位は1984年（昭和59年）以降上昇傾向にある。一方、潮位差は1980年（昭和55年）から縮小傾向にあり、特に大浦など湾奥部で顕著である。これらの変化は流速の低下につながっているとみられる。

## 生態系

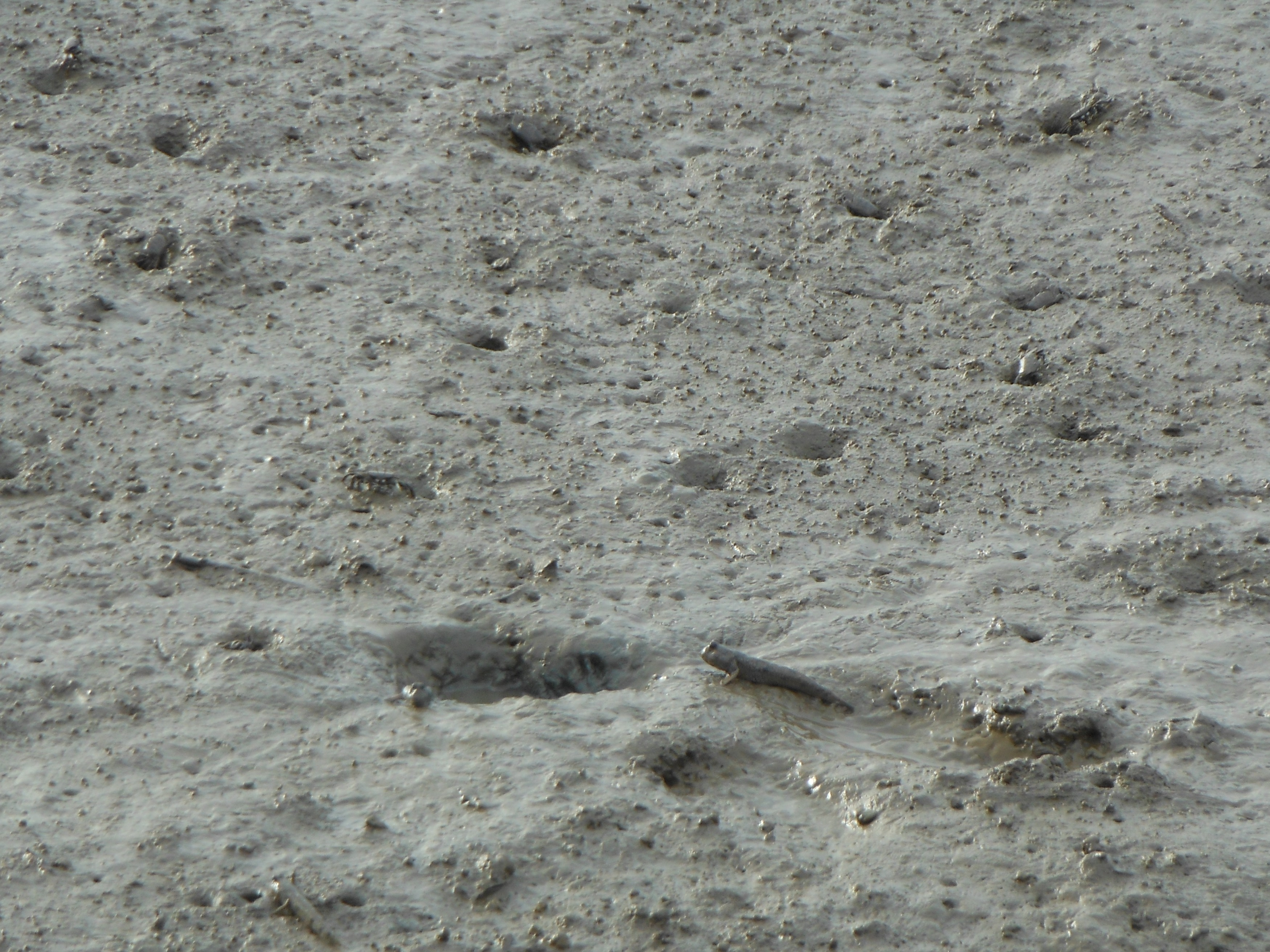
干潟に棲むハゼ類やカニ類（鹿島市の鹿島海岸）

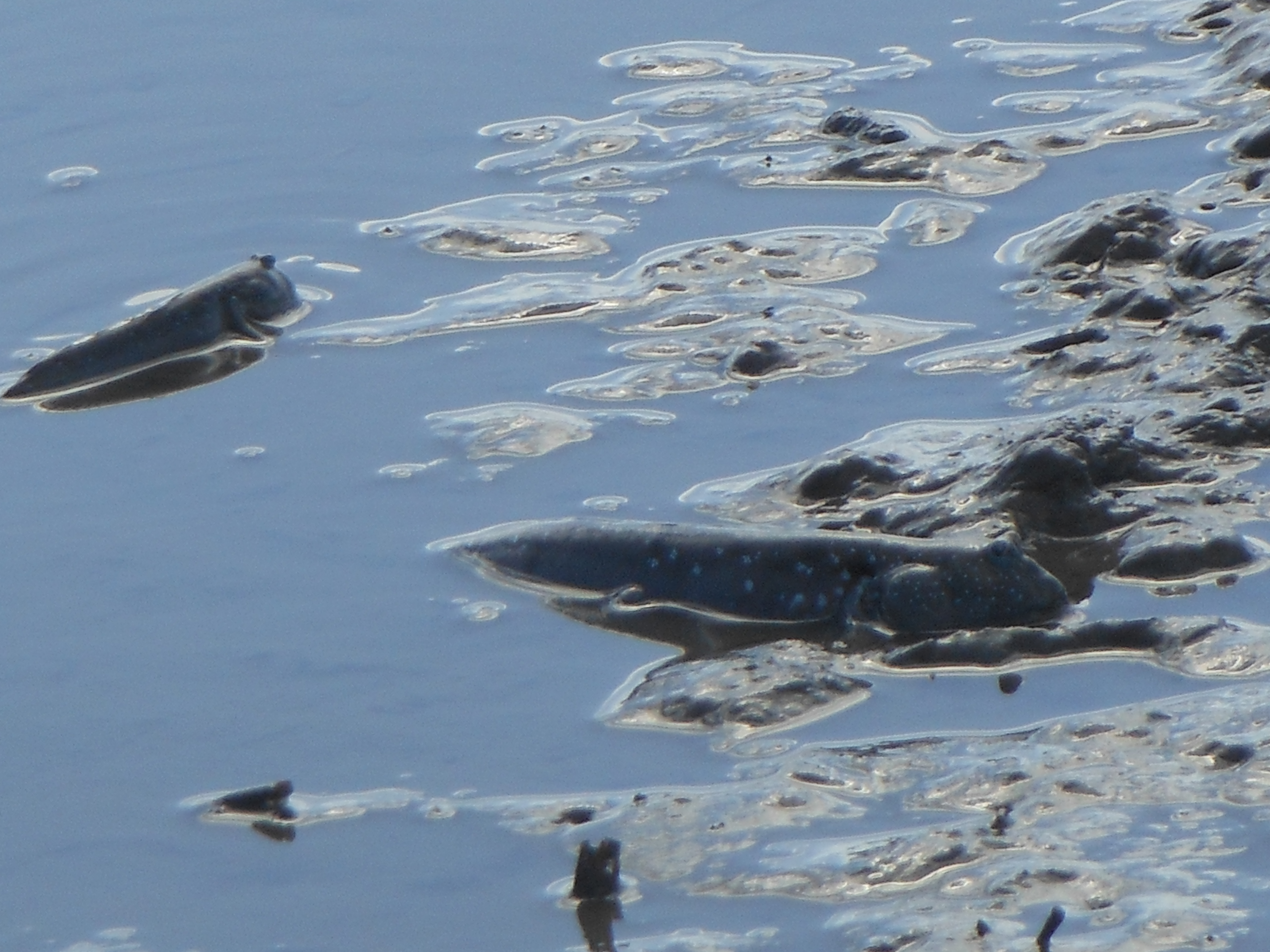
ムツゴロウ（佐賀市の東よか海岸）

### 大陸系遺存種
アジア大陸寄りの黄海や渤海、東シナ海の沿岸にある干潟と有明海の干潟は先史的な繋がりがあり、共通する生物は多い。このうち一部は瀬戸内海や東京湾にも分布するが、ほとんどの種類は日本の他地域では見られない。これらを利用するにあたっての漁法や郷土料理にも独特のものが発達している。
- 魚類 - エツ、ヒラ、アリアケシラウオ、ヤマノカミ、コイチ、有明海産スズキ、ワラスボ、ムツゴロウ、ハゼクチ、タビラクチ、コウライアカシタビラメ、デンベエシタビラメなど
- 脊索動物 - ナメクジウオ
- 甲殻類 - チクゴエビ、アリアケヤワラガニ、ハラグクレチゴガニ、シオマネキ、アリアケガニ、ヒメモクズガニ、ヒメケフサイソガニなど
- 頭足類 - ベイカ
- 二枚貝類 - ハイガイ、クマサルボウ、アゲマキ、ウミタケ、スミノエガキなど
- 腹足類 - シマヘナタリ、クロヘナタリ、ゴマフダマ、サキグロタマツメタ、センベイアワモチなど
- 腕足類 - オオシャミセンガイ、ミドリシャミセンガイ
- イソギンチャク - イシワケイソギンチャク
- 植物 - シチメンソウ（ミルマツナ）

### 固有種
大陸系遺存種が多い有明海ではあるが、大陸の干潟でも見られない有明海固有種も発見されている。大陸の干潟から分断された約1万年の間に種分化が進んだものと考えられている。
- 魚類 - アリアケヒメシラウオ（海ではなく流入河川下流域）
- 腹足類 - アズキカワザンショウ、ウミマイマイ、ヤベガワモチ
- 二枚貝類 - シカメガキ
- 多毛類 - アリアケカンムリ、ヤツデシロガネゴカイ

### 内湾性種
分布は日本の他地域やそれ以外にも及ぶが、大規模な内湾である有明海で個体数・漁獲量が多いものもいる。大矢野島の周辺に広がる永浦干潟はハクセンシオマネキの日本最大の生息地とされる。
- 魚類 - コノシロ、サッパ、メナダ、マナガツオ、トビハゼなど
- 甲殻類 - アキアミ、シバエビ、クルマエビ、ガザミ、ヤマトオサガニ、ヘイケガニ、ハクセンシオマネキなど
- 二枚貝類 - アサリ、サルボウ、タイラギなど
- 紅藻類 - アサクサノリなど

### 魚類
島原湾はタイの好漁場と知られる一方、豊かな餌生物を追って東シナ海からサメも回遊してくるため、サメ研究家の間では「サメ銀座」と呼ばれている。サメは漁業者が釣り上げるタイなどを食害するため、大矢野町漁業協同組合は毎年梅雨明け、もしくは鯛釣り漁シーズン前の6月から7月にかけてサメ駆除を行い、体長4 - 5 m、体重300 kg前後のサメが複数捕獲されることもあるが、1982年時点では数年間、体長70 - 80 cm、体重3 - 4 kgのシュモクザメが数匹かかる程度だったという。また魚類生態学者の竹村陽によれば、天草近海では50 - 60種類のサメを確認しているが、いずれも体長1 m程度の小型種ばかりだったという。一方で1982年から遡って約15年前までは、沿岸の牛深市を中心に約50隻の「フカはえ縄漁船」があり、天草近海から済州島にかけて操業していたが、北海で水揚げされたタラの冷凍すり身が流通するようになってサメの価格が暴落し、サメ漁師たちはマグロ漁などに転身したという。熊本県水産試験場によれば、有明海でよく見られるサメはシュモクザメであるが、凶暴とされるアオザメやホホジロザメ、ツマグロザメなどが迷い込むことも考えられており、1982年8月29日には湾内の羽干島北方1 - 2 kmの海域（水深約70 m）でヨット遊びをしていた少女が泳いでいる最中、サメ（推定体長4 - 5 m）に腹部を食いちぎられて即死するという事故（戦後日本で海水浴中にサメに襲われて死亡した事故としては5件目）も発生している。

### 鳥類

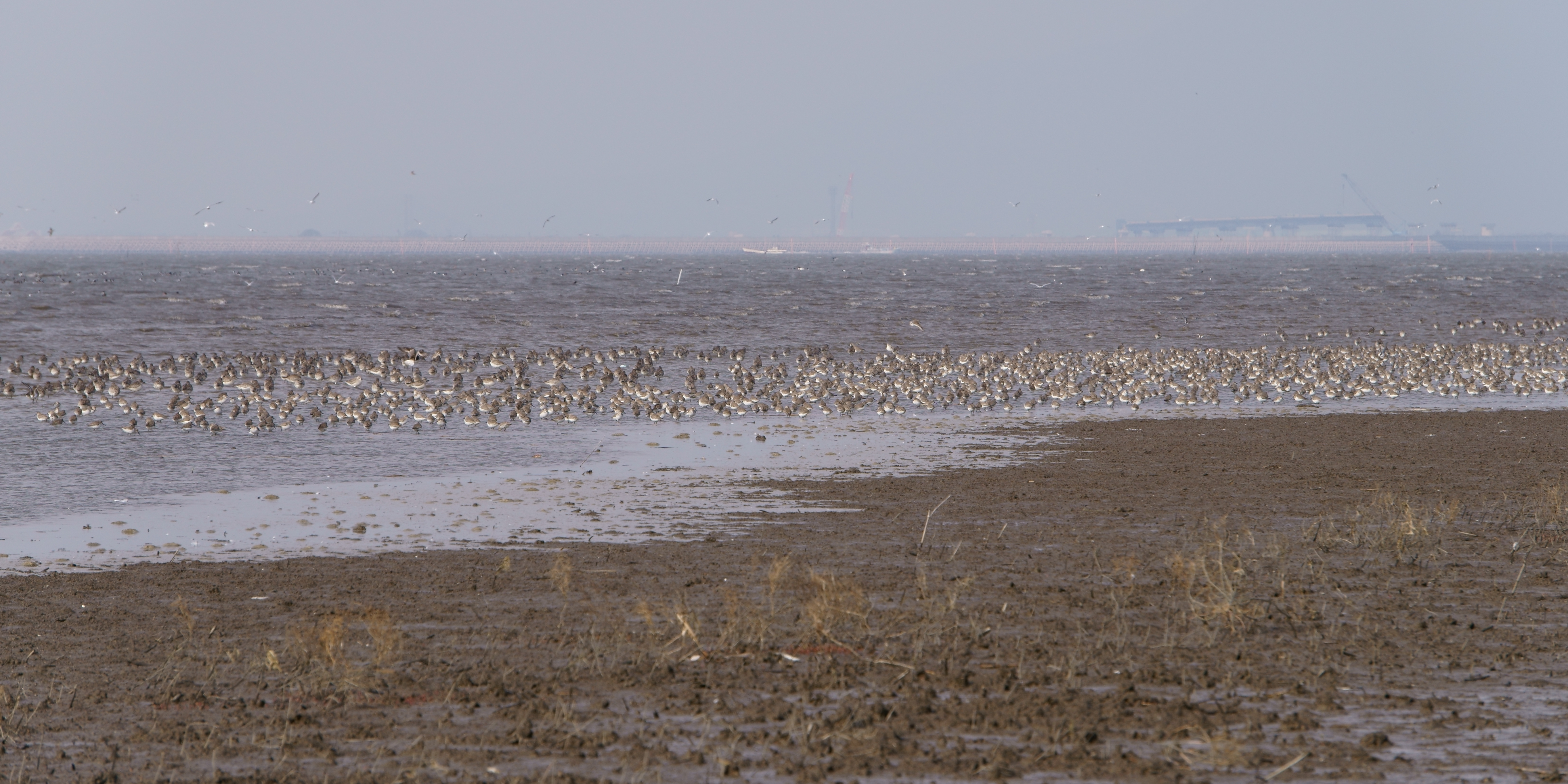
冬の東よか干潟に集まったハマシギ

1999年 - 2003年に行われた環境省の「シギ・チドリ類個体数変動モニタリング調査」にて、有明海は国内最大のシギ・チドリ類の渡来地であることが分かっている。川筋などで区切られる区域ごとに見ても、1990年代の調査では、シギ・チドリ類の定期的渡来数が、諫早湾、大授搦（東よか干潟）、白川河口、菊池川河口の4か所で個体数の1%（ラムサール条約の基準に相当する）を超え、新籠海岸（肥前鹿島干潟）、六角川河口、国造干拓、荒尾海岸の4か所で0.25%（渡り鳥の中継地であることを考慮してラムサール条約の基準に準じる）を超えていた。
しかし、最大の渡来地だった諫早湾では諫早湾干拓事業により1990年代に干潟の大部分が消える。すると、湾内の他の干潟に渡来地が移り、東よか干潟（佐賀県佐賀市）や肥前鹿島干潟（佐賀県鹿島市）、荒尾干潟（熊本県荒尾市）が主要渡来地となった。この3か所は、2010年代に国指定鳥獣保護区、ラムサール条約湿地に登録されている。
- 保全対象の鳥類 - クロツラヘラサギ、ズグロカモメ、ツクシガモ（以上冬鳥）、オバシギ、ヘラシギ[注釈 4]

### 爬虫類
橘湾は重要なウミガメの生息地として知られ、アオウミガメやアカウミガメが有明海や八代海の内外で確認される事例もあるが、たとえば現代の福岡県側の沿岸部ではアカウミガメの産卵に適した海岸環境は残されておらず、近年の有明海の内部におけるウミガメ類の確認は決して多くない。一方で、天草下島の西側はアカウミガメとアオウミガメに利用されており、同島の東側の八代海もアオウミガメの採餌海域であるとされる。

### 哺乳類

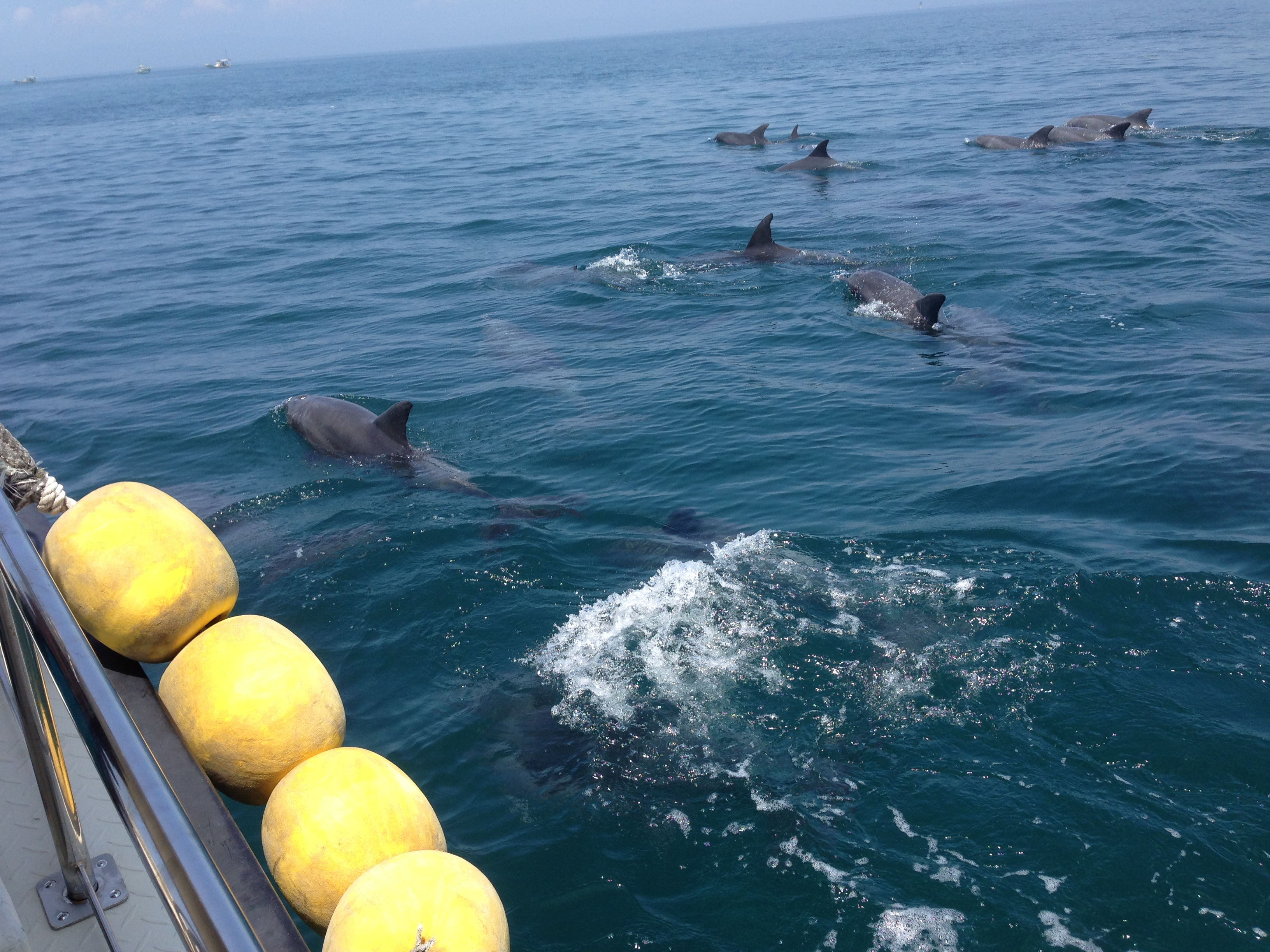
五和町沖のミナミハンドウイルカの観察事業

現在でもスナメリやミナミハンドウイルカをはじめとする小型鯨類が周辺に棲息し、これらを観察対象とする専用の観光事業も通詞島周辺など早崎瀬戸の各地で行われており、有明フェリー等の船上からも観察する事ができる。
また、湾奥部の小長井町に坐する長戸鬼塚古墳からは捕鯨の様相を描いた線刻画が発見されており、牛深町の沿岸にもクジラの回遊経路が存在したとする伝承が存在し、西彼杵半島の一帯や甑島列島にも古式・近代捕鯨の基地が存在したことから、かつては有明海や八代海や天草灘の一帯には、沿岸性のヒゲクジラ類等の回遊が見られたと思われる。実際に、近年をふくめ、これらのヒゲクジラ類の一帯への回遊が存在したことを示唆させる記録が存在する。
この他にも、かつては球磨川と川辺川に絶滅種に指定されているニホンカワウソが生息していた。

## 歴史

### 有史以前

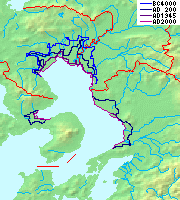
有明海の海岸線の変遷

更新世の氷期における有明海は、東シナ海、黄海、渤海の沿岸に続く広大な干潟の一部だったと考えられている。このとき中国大陸の干潟に分布していたムツゴロウやシオマネキなどが有明海にも分布するようになった（大陸遺存種）。その後の海面上昇により、約1万年前にこの干潟が分断されたが、有明海は筑後川をはじめとした大規模河川の流入が保たれ、干潟と固有の生物も維持された。
干潟は30万年前から9万年前の間に4回あった阿蘇山の大噴火により堆積した厚い粘土層が雨により河川を経て流出し、大きな潮差によって川に押し戻されたり、再び海に流されたりを繰り返し、河口付近に堆積して形成されたと考えられている。
縄文時代前期（紀元前4,000年頃）には筑紫平野・菊池平野の大部分と熊本平野・諫早平野の一部がそれぞれ満潮時に海面下となっていたが、河川による土砂運搬で次第に海岸線が後退していった。

### 干拓の歴史
日本最古の干拓は現在の佐賀県で行われた。推古天皇15年（605年）に大連秦河勝が行なった「九十九万代」の干拓である。下って鎌倉時代末期には、現在の佐賀市の南、熊本県天明村や旧銭塘村で干拓が行われた文献が残されている。元寇直後から干拓が進められるようになるが、元寇後の食糧不足や参戦した武士への恩賞不足のため、干拓に目が向いたものと推測されている。
中世より人間の手によって少しずつ干拓が進められ、江戸時代に入ると米の生産拡大を目的とした干拓が次々と行われるようになり、海岸線の後退は加速した。熊本藩の干拓事業は、藩費のほかに藩主の私費、家老の出費、手永の共同事業としておこなう大規模なものであった。江戸時代の佐賀藩では500箇所、約6300町の水田が作られたが、そのほとんどは藩営事業としてではなく、農民の手によって進められたもので、個々の干拓地は小規模なものであった。長崎県の諫早平野は鎌倉時代末期以降干拓によって造成されたものであるが、江戸時代には諫早領主による干拓も行われた。
近代以後、公営の干拓事業や、国による干拓事業が続いたが、しばしば台風に伴う波浪で潮受け堤防が破堤するなどして、多くの犠牲者や大規模な塩害が生じた。
1927年（昭和2年）9月13日の有明海台風では、高潮により熊本県沿岸の干拓地が水没。熊本県松尾村（現熊本市）だけでも270人以上の死者を出した。また、1956年（昭和31年）9月に九州に接近した台風第12号では、佐賀県、長崎県の干拓地および周辺において水稲が壊滅的な打撃を受けるなどしばしば大きな被害を出した。
1950年（昭和25年）以来はオランダのゾィデル海締切り干拓方式をならって、最大で12万ヘクタールの湖水と4.2万ヘクタールの陸地の造成を周辺4県に大分県を加えて計画検討が重ねられ、1968年（昭和43年）8月、九州地方建設局の調査方針が決定したが、米の生産過剰とその減反政策、漁業保全、海苔漁師への補償など、問題点を残したまま計画もストップし、実現すれば漁民をはじめとして猛反対が展開されるに違いなかった有明海大締切りは幻の計画となった。
1989年（平成元年）からは諫早湾において国営諫早湾干拓事業が開始され、1997年（平成9年）に諫早湾奥部を一気に締め切る工事が行われた。干拓によって有明海全体で陸地化された面積は、昭和60年代の時点で260km2を超えており、諫早湾干拓によってさらに約9km2拡大した。

## 沿岸の産業

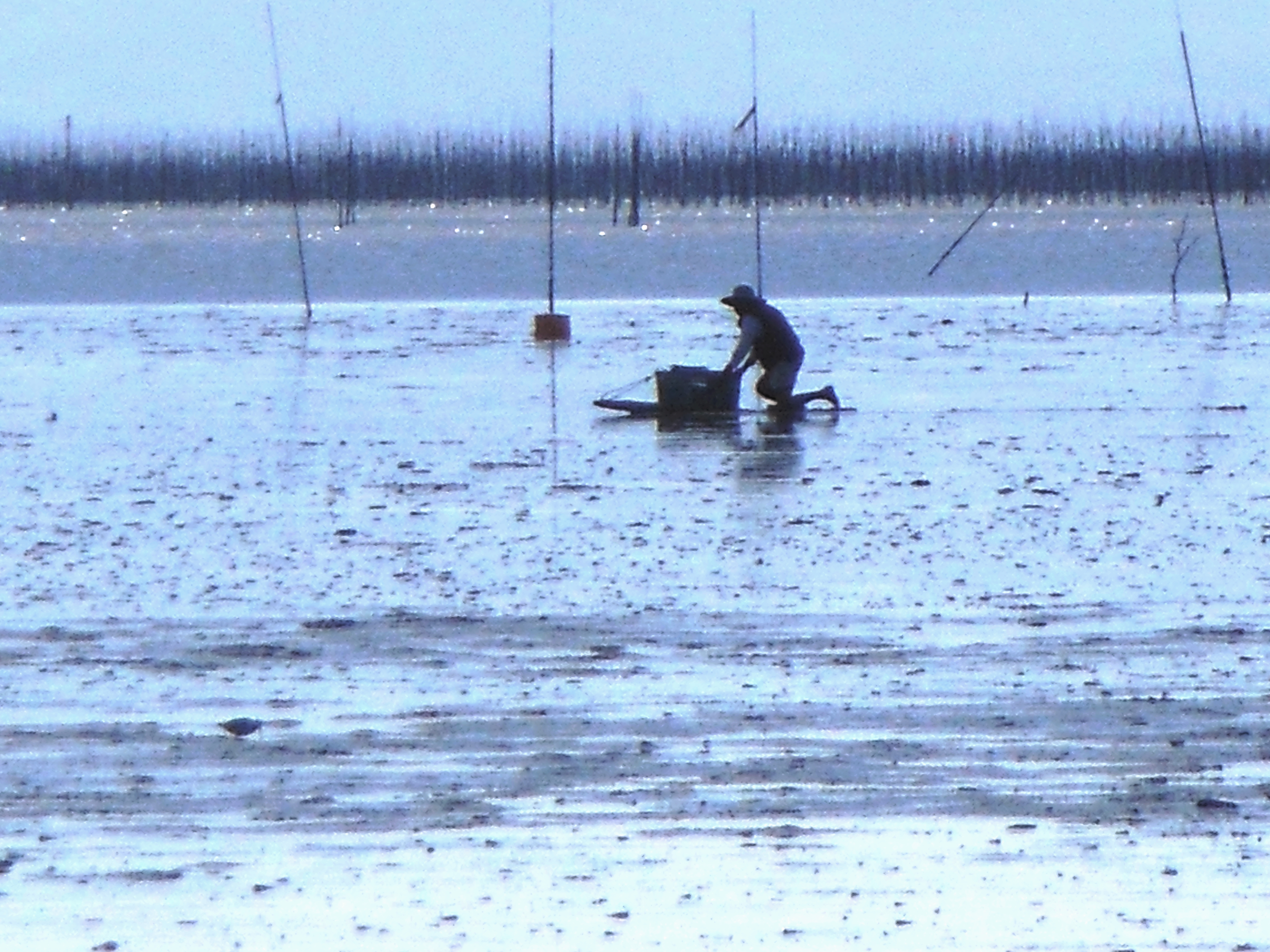
潮が引いた干潟では、桶を乗せた押し板（ガタスキー）を漕ぐ伝統的な方法でハゼ類・カニ・貝などを採る。

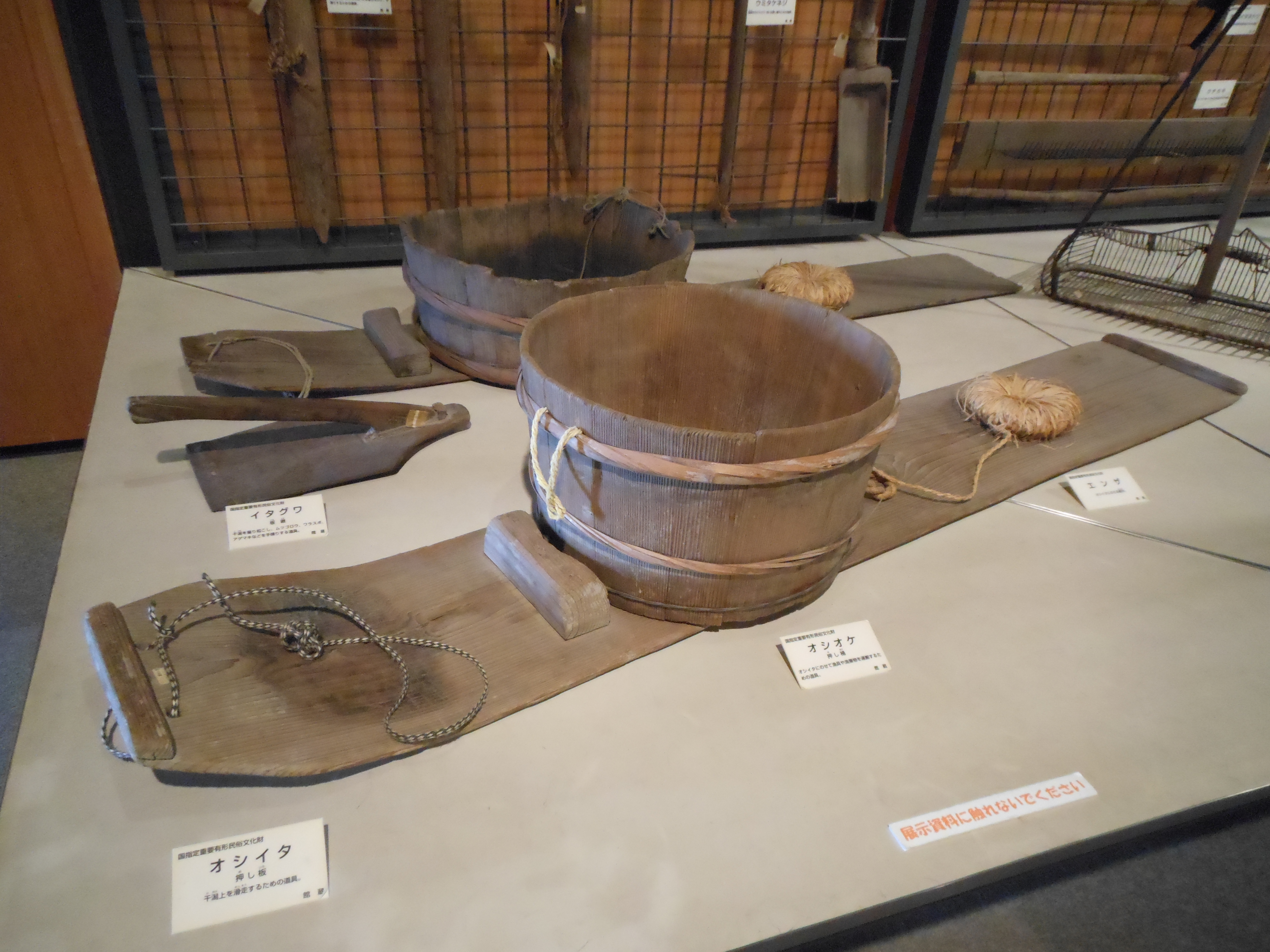
押し板（ガタスキー）・押し桶。これら「有明海漁撈用具」は重要有形民俗文化財、「有明海漁撈習俗」は重要無形民俗文化財に指定されている。

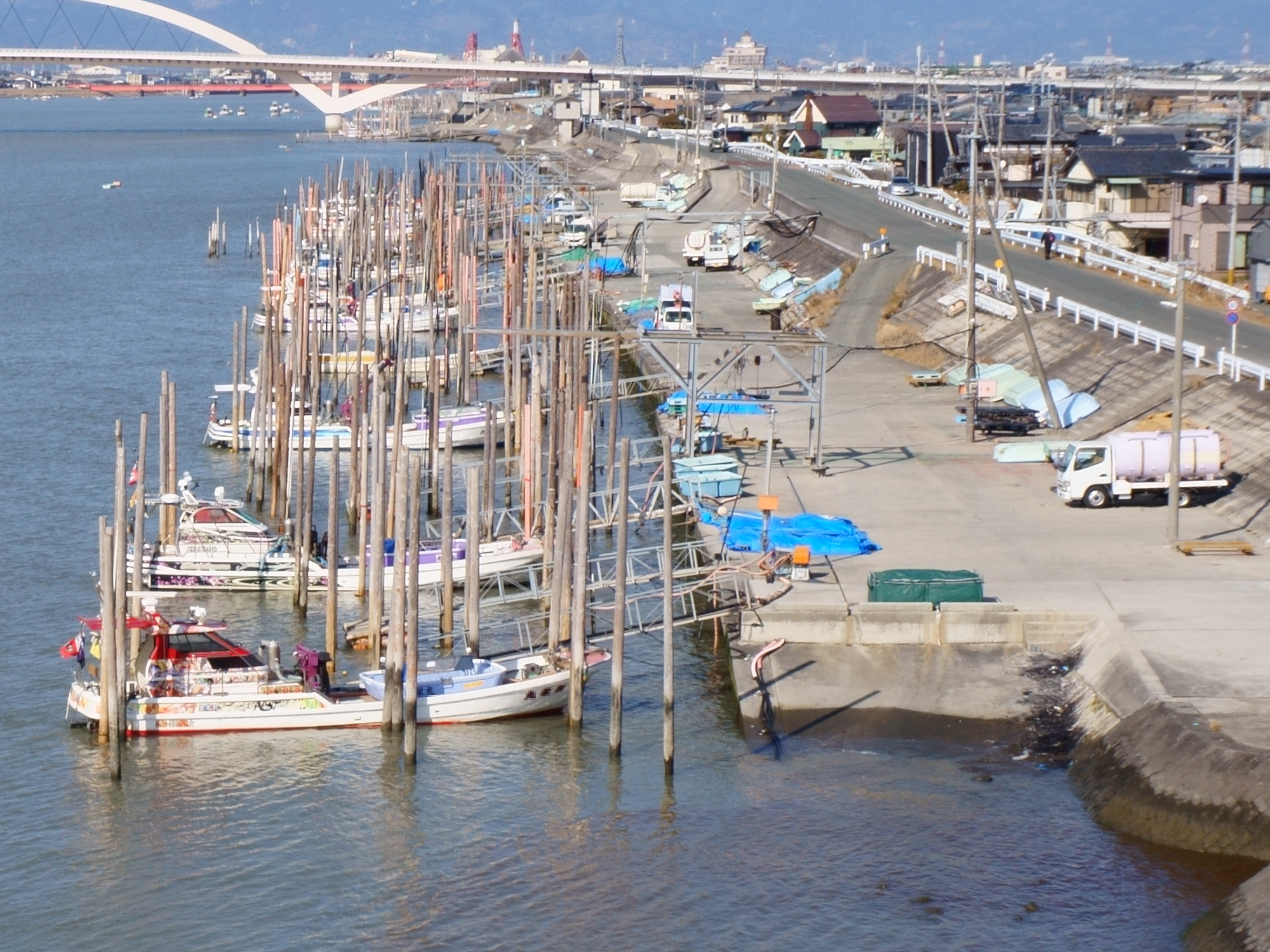
有明海に注ぐ筑後川下流の新田漁港（福岡県大川市）

有明海は干満差が大きく、湾奥には広大な平野が広がる。沿岸の低標高の干拓地においては、高潮に備えた防潮堤が各地に設置されている。それでも台風で潮位が上がった時には海水が堤防を越えて干拓地に流れ込むことがあった。干拓造成時にもこのような海水の流入があったため、干拓には長い時間と労力がかかり、塩分を含む土地の改良にも苦労があった。
また、逆流防止のため多くの中小河川は水門を設置しているが、大河川では水門を設置できないため、有明海の干潮・満潮に合わせて川面が大きく上下し、満潮前には大規模な逆流も発生する。この干満差を利用して、満潮時に船を出し、引き潮の流れに乗って沖へ出て、帰りは満ち潮に乗って海岸に戻るという航法が、古くから伝えられている。

### 川港
有明海の干満差を利用して、内陸でも港が栄えていた。
- 佐賀県 - 牛津、塩田津、鳴瀬、三重津
- 福岡県 - 瀬下
- 熊本県 - 高瀬、丹倍津、川尻

### 港湾
遠浅で干満差が大きいことから大型船用の港湾整備には工夫を要すため、三池港は日本では珍しい閘門式、熊本港は沖合の人工島形式を採用している。
- 長崎県 - 口之津港、須川港、島原港、島原新港、多比良港
- 佐賀県 - 多良漁港、鹿島港、住ノ江港
- 福岡県 - 三池港
- 熊本県 - 長洲港、百貫港、熊本港、三角港、本渡港、鬼池港

このほか漁港が30か所ほどある。有明海北部では、接続する河川下流の川岸に漁港が発達している。

### 主な航路
- 多比良港 - 長洲港（有明フェリー）
- 島原港 - 熊本港（熊本フェリー）
- 島原港 - 三池港（やまさ海運）
- 口之津港 - 鬼池港（島原鉄道船舶部門島鉄フェリー）

### 漁業
海面養殖の大半がノリ養殖であり、特に1970年代から増加した。一方で長崎有明での海苔養殖は1980年代後半から減少傾向にある。
二枚貝の漁獲では、主にアサリとハマグリ類を対象としている。二枚貝は主に福岡県と熊本県の有明海沿岸で漁獲されていたが、1980年代後半以降に激減し、かわってサルボウ類が漁獲の主体となった。
魚類については昭和60年代以降、漁獲は減少傾向にある。

### 有明海苔
有明海で生産される海苔は日本全体の約4割を占める。主な用途は贈答用となっている。海苔産業は、太平洋戦争後の高度経済成長そして贈答品市場の歴史と重なる。工場用地確保のために、浅草海苔などの海苔の名産地が埋め立てられていく中で、質が良く、機械化等により生産体制を整えた有明海苔は主に贈答品市場でシェアを伸ばしていった。海苔産業は、生産量を増やすための設備投資のコストが増える一方で、流通サイドからは価格競争力を理由に買い取り価格を上げてもらえなかったという問題点を抱えている。
海苔養殖面積の増加とともに、色付けをよくするための酸の大量ばらまきが有明海の環境破壊を招いている（後述）。
2000年代に入ると、赤潮などにより海苔の不作が続くようになる。不作の要因の一つとして、諫早湾干拓事業を挙げる意見もある。2022年の不作は少雨による河川からの栄養塩の流入不足が原因という推計もあり、佐賀県有明海漁業協同組合は、栄養塩不足対策としては肥料を、赤潮対策としては原因となる植物プランクトンを餌とするカキをそれぞれ有明海に投入する対策を試みている。

### 小長井カキ
諫早市小長井町ではカキの養殖が行われているが、フジツボなどの付着生物による被害、不作が続いている。

## 環境問題
有明海の環境問題を以下に記述する。なお、諫早湾干拓事業に関するものは当該項目を参照されたい。

### 赤潮・漁業影響
有明海では赤潮の発生が増加傾向にある。河川から流れてくるリンや窒素によって栄養過剰になりやすい環境にあり、赤潮が発生しやすい。
2000年に有明海で海苔の大不作が発生、同年夏には隣接する八代海でも赤潮による養殖漁業の被害が発生すると、諫早湾干拓堤防の締切後の赤潮発生が環境問題として広く報じられていたことも背景に、水産試験場による調査など行政による漁業影響調査が推進され、2002年には漁業振興や海の環境保全を定めた有明海・八代海再生特別措置法が制定されている。

### 奇形魚
他には、2000年代に入り奇形魚が生まれるようになってきている。
地元の漁師の間では以前から言われていたが、海苔産業が海苔養殖の際に使用する酸処理剤が原因であるとする意見がある。東北大学の江刺洋司は、「酸処理剤が大量の植物プランクトンを発生させ、有明海の酸素を少なくしている。酸素濃度が低いと、成長に必要な核酸やたんぱく質などが通常通りできずに、『奇形』の魚が生まれる可能性があるというわけです。そればかりか、低酸素が進み酸欠になると有毒な硫化水素が発生し、海の低層の魚を全滅させる死の海となってしまう」として、酸処理剤によって奇形魚が生まれていると指摘した。
水産大学校の鬼頭鈞はこれに対し、「1-2%であれば、論議の対象とならない。そして、酸処理剤は約1週間でほぼゼロの水準に分解され、これが夏場の赤潮に影響するとも考えにくい。漁獲量が減ったのは（漁業）技術の革新によって、大量に漁獲できるようになったのが大きい」と反論した。江刺はこれに対し「有明海はわずかな変化も影響する繊細な海域。1-2%でも影響は大きい」として再反論を行っている。
所管官庁である水産庁は、影響は無いとはしながらも、使用量は減らした方が良いというスタンスを取っている。
2015年3月5日、福岡県、熊本県、佐賀県、長崎県の漁業者ら約200人が、殺菌剤の使用を禁止しない国に対して損害賠償を求める訴訟を熊本地方裁判所に起こした。

### 生態系保全
国内では有明海にしか生息していない生物種や、かつて国内各地の湾などでみられたがほぼ有明海にしか残っていない種があり、有明海の干潟は生物多様性保全における重要度が高い。しかし、干拓や埋め立てによる消失、流入する河川のダムや河口堰設置、農薬などの化学物質の流入、外来種の放流などの攪乱要因に晒されている。